# Vojtěch Beneš
Vojtěch Beneš (4. August 1892 in Letovice – 11. November 1943 in Asperg) war Direktor der Brünner Wasserwerke. Er wurde am 1. September 1939 im Zuge der Aktion Albrecht I. verhaftet und starb 1943 in einem Gefängnis in Asperg.

## Leben
Vojtěch Beneš studierte am Institut für Kulturtechnik der Technischen Universität Brünn. Sein 2. Staatsexamen legte er 1920 ab, die Berechtigungsprüfung für Kulturtechnik folgte 1926. Posthum wurde er zum Doktor der Technischen Wissenschaften ernannt.
In den Jahren 1920 und 1921 arbeitete er für einen Agrarbetrieb, von Juni 1921 bis Juli 1922 war er in der städtischen Baubehörde von Brünn tätig. 1923 wurde er Leiter der Brünner Wasserwerke und blieb dies bis zur Errichtung des Protektorats Böhmen und Mähren durch die Nationalsozialisten 1939. 1926 wurde er Vorsitzender des Gas- und Wasserverbandes Prag. Am 1. September 1939 wurde er im Zuge der Aktion Albrecht I. verhaftet. Posthum wurde ihm 1946 das Tschechoslowakisches Kriegskreuz 1939 verliehen.
Beneš wurde zuerst in der Festung Špilberk gefangen gehalten, danach wurde er ins KZ Dachau und anschließend ins KZ Buchenwald deportiert. Am 4. November 1942 wurde er durch den Volksgerichtshof in Breslau zu einer Gefängnisstrafe von fünf Jahren verurteilt, die er in der zumindest teilweise in der Zweigstelle Zivilfestungsstrafanstalt Hohenasperg des Zuchthauses Ludwigsburg verbüßte. Seine Ehefrau Božena Benešová erhielt die Mitteilung, dass ihr Ehemann in Hohenasperg in der Abteilung für Tuberkulose an TBC und Herzschwäche am 11. November 1943 verstorben sei. Beerdigt wurde er auf dem Friedhof der Festung.

## Gedenkstätten
An Vojtěch Beneš erinnern folgende Gedenkstätten:

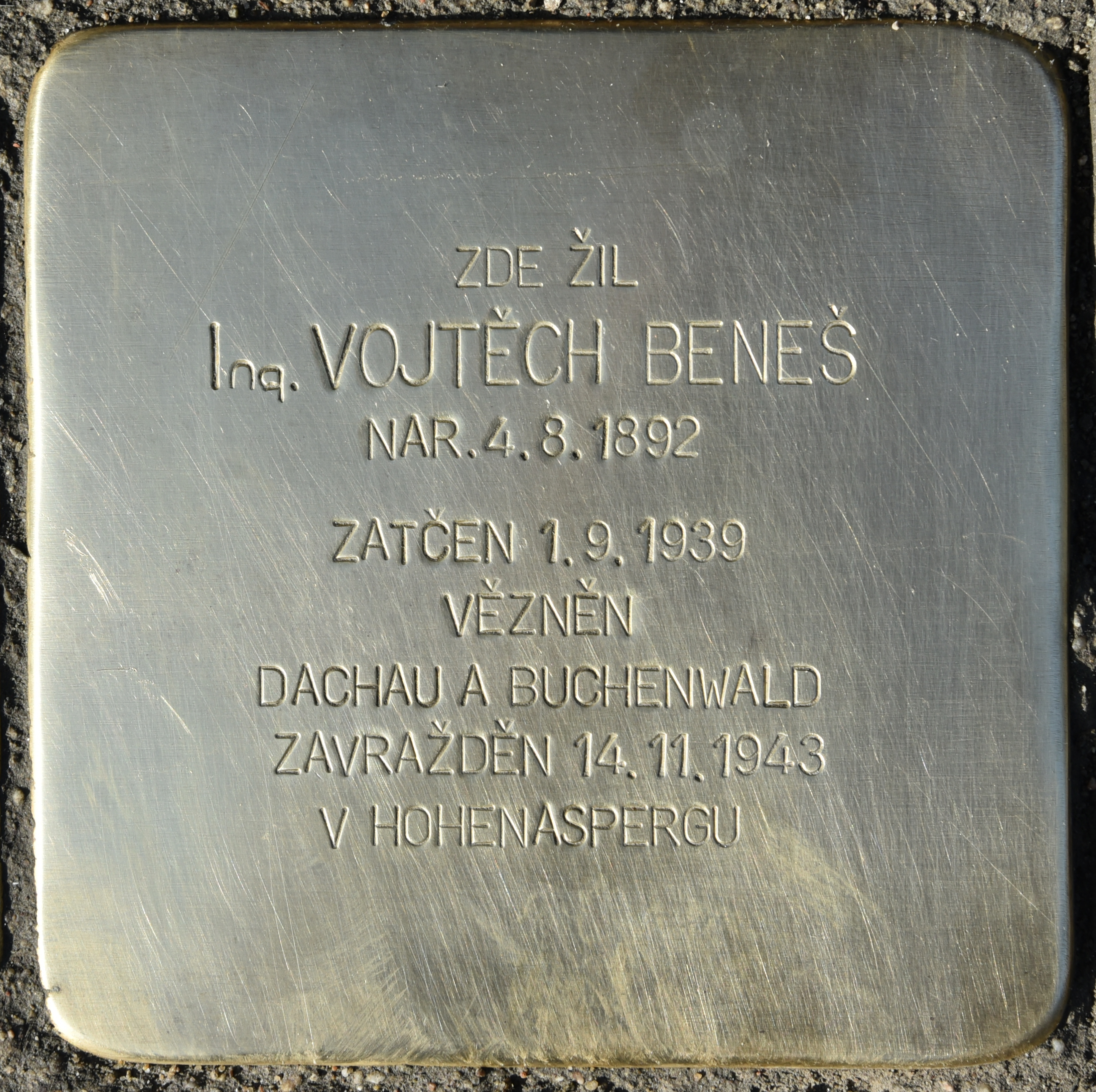
Gedenkstein für Vojtěch Beneš

- Am 2. November 1945 erfolgte die Enthüllung einer Gedenktafel für die Opfer des Zweiten Weltkrieges unter den Mitarbeitern der Wasserwerke am Betriebsgebäude der Wasserwerke.
- Am 8. Mai 1946 erfolgte die Enthüllung einer Gedenktafel für die Opfer des Zweiten Weltkrieges unter den Mitarbeitern der Stadtverwaltung und den Mitgliedern des diplomatischen Corps in Brünn im 1. Hof des Neuen Rathauses.
- Am 23. November 1947 erfolgte die Enthüllung einer Gedenktafel in Sokol Brno I für die Opfer des Zweiten Weltkrieges.
- Am 10. September 2015 erfolgte in Brünn die Verlegung eines Gedenksteines in der Pisárecká 10/272 mit folgender Inschrift (rechts die Übersetzung):

| ZDE ŽIL Ing. VOJTĚCH BENEŠ NAR.4.8.1892 ZATČEN 1.9.1939 VĚZNĚN DACHAU A BUCHENWALD ZAVRAŽDĚN 14.11.1943 V HOHENASPERGU | HIER LEBTE Ing. VOJTĚCH BENEŠ GEB. 4.8.1892 FESTGENOMMEN 1.9.1939 INHAFTIERT DACHAU UND BUCHENWALD ERMORDET 14.11.1943 IN HOHENASPERG |